# ラブアタック!
『ラブアタック!』は、1975年11月2日から関西ローカルを開始し、1977年4月3日から全国ネットに昇格して、1984年10月14日までテレビ朝日系列で放送されていた朝日放送制作のゲーム形式の恋愛バラエティ番組である。前述の通り、番組スタートからしばらくは、基本的に関西ローカルで放送されていたが（番組販売でネットした局も一部あり）、1977年4月3日放送分からテレビ朝日系全国ネット番組となった。

## 番組概要

### 司会者
- 横山ノック - 全期で司会を担当（1977年・1983年の参議院議員通常選挙出馬に伴う選挙活動期間（4月〜7月末）・参議院本会議・委員会出席が番組収録の日程と重なった場合には国会活動を優先する為出演を見合わせ。1977年は代理司会を立てて対処したが、1983年はノックのみ欠席し、上岡と和田の2人が司会した）。上岡加入後は準メイン司会者となり、更に和田加入後は、和田の顔を立てる目的もあり、準メイン司会者の座を和田に譲り、自らはサブ司会者に降格した。
- エバ（元ゴールデン・ハーフ） - 開始〜1978年3月まで司会を担当。サブ司会者。
- 上岡龍太郎 - 1976年4月〜終了時まで司会を担当。放送枠移動に伴う時間拡大に合わせて司会陣に新たに加入。当初は準メイン司会者として加入。1977年4月のノックの参院選挙出馬後は、事実上のメイン司会者として番組全編の総合進行を一手に担った。
- 和田アキ子 - 1978年4月〜終了時まで司会を担当。エバの後任として司会に参加。但し、準メイン司会者として、メイン司会者の上岡同様に番組進行を行う事も多く、一方でサブ司会者となったノックのサポートも受ける事もあった。

### 番組タイトル
当初のタイトルは『ラブアタック! 7人のサムライ』で、当時は毎週日曜 18:25 - 18:55 に放送されていた30分番組であった。それから5か月後の放送時間の変更・拡大を機に上岡が司会に登場。同時にタイトルも『ラブアタック!』となり、毎回1時間を2つのカテゴリーに分けて番組を展開した。

### 出場者
番組参加者は、主な収録場所が大阪である関係から、大半が関西の大学・専門学校生が中心であったが、全国ネットになってからは全国の学生に広がった。毎回それぞれのカテゴリで登場する女性（かぐや姫）を巡る男性参加者の攻防が展開された。

### 番組内容
第1部（前半）は体力に自信のある男性参加者（「アタッカー」1回につき5名）が様々なゲーム（後述）に挑戦し、最終的に優勝した男性にはスイスの高級腕時計「ラドー」が贈られ、かぐや姫のいるステージで愛の告白をする。
賞品告知の際、立て板に水の上岡の口上が済んだ後、「ホテルプラザベルベデアーのディナー券」という言い回しをボケ役のノックが再度繰り返すが、滑舌悪く発音できないことがオチであり、時にはそれを見た上岡と和田がノックに突っ込みを入れることもあった。
男性が椅子に座った後、かぐや姫は男性の好みのタイプであるかどうかスイッチで判断し、観客と敗者となった男性参加者が「落ちろ！落ちろ！」とコールしながら司会者が「（上岡）○○君の運命はいかに！まいります！（司会者全員）スイッチオン！」と尋ねる。かぐや姫がふさわしいと思えば「YES」のスイッチを押してカップル成立。ファンファーレが流れ、天井に吊るされていたくす玉が割られて大量の紙吹雪と紙テープが降り、カップルにふさわしくないと思えば「NO」のスイッチを押し、しおれたファンファーレを流した直後に男性をステージ下の「奈落の底」へ降下させるというものだった。カップル成立後は、キスを交わすことが恒例となっていた。
第1部と第2部の間には、ゲストを迎えた歌やトークのコーナー（中期）、学生が自ら体験した出来事を面白おかしく語る「㊙キャンパスレポート」などのミニコーナー（後期）や、かつて本番組に参加して失敗したアタッカーのその後を報告するコーナー（末期）があった。
第2部（後半）は主として自己PRや歌や一発芸を中心としたパフォーマーを中心にした男性参加者（1回につき4名）が、そのパフォーマンスをかぐや姫の前で披露し（上岡が「××（大学名など）の○○君がかぐや姫に捧げるその歌は！（歌手名・曲名）はりきって、どうぞ！」と紹介していた）、最終的に第1部と同じように、今度は男性全員が1人ずつかぐや姫に愛の告白を行うが、カップルが成立した時点でくす玉を割り誕生したカップルが降りた後、残りの参加者はくす玉のテープが舞うステージに登壇させられて自動的に奈落の底へ強制降下させられるというものだった。
なお、大抵の回で両方またはいずれかでカップルが成立したものの、両方ともカップルが成立しなかった回や、第2部が1人目でカップル成立という回も年に何回かあった。
後期になるとEDでは、どちらかのかぐや姫がダーツをして（的には「1」「2」「ハズレ」が書いてある）、「1」もしくは「2」に当たったら、当たった方のかぐや姫（カップルが成立したら男性にも）に海外旅行が贈られた。この時も観客は「ハーズーレ！ハーズーレ！」とコールしていた。
数ヶ月に1回、かつて失敗したアタッカーが別なかぐや姫に再挑戦する「みじめアタッカー大会」が行われていた。この「みじめアタッカー大会」に繰り返し出場することが、当時一種のステータスシンボルとされ、大川豊、和田弘樹・和田和樹兄弟らを輩出した。なお挑戦者が登場した時の紹介テロップは、通常は「名前」・「年齢」・「番号」・「所属大学」だが、「みじめアタッカー大会」の時はこれらの他、「〇〇にふられた」と、過去失敗したかぐや姫の名前も載せていた。

### 第1部の主なゲーム
恋は一発ホールインワン!
アタッカー5人による「第一関門」のゲームの一つ。アタッカーは各自透明な球状のカプセルに閉じ込められる。競技フィールドにはカプセルがはまる程度の大きさの浅い穴が4つ開いており、アタッカーは自力でカプセルを回転させ穴まで移動する。穴の中にある風船を割ったアタッカーから勝ち抜け、最後まであぶれた1人が失格となる。
恋の芋虫ドンゴロス競争
「第一関門」のゲームの一つ。アタッカー5人が芋虫「ドンゴロス」の着ぐるみを着て障害物競走を行う。スタート地点では生地の張ったボックスの中に入り、その生地を破ってスタートする仕掛けだった。ゴールに着いた先着4人のアタッカーが勝ち抜け、最下位の1人が失格となる。
恋の蜂競争
「第一関門」のゲームの一つ。アタッカー5人が蜂の着ぐるみを着て、ゴール地点にある風船を割ったアタッカーから勝ち抜け、風船を割れなかった1人が失格となる。
必殺! 愛の丸太斬り
アタッカーが4人になった時の「第二関門」のゲームの一つ。台の上に丸太が2本並び、アタッカーは丸太の端にそれぞれ立つ。合図と共にアタッカーは丸太を鋸引きする。早く丸太を切ったアタッカーから勝ち抜け。
愛の迷路大脱出
「第二関門」のゲームの一つ。四角状の大きなネットが用意され、アタッカーは四隅にある別々の入り口からネットに入る。ネット内は迷路状に仕切りがあり、早く中央の出口から脱出できたアタッカーから勝ち抜け。
撃チン! 恋のインベーダー
1979年に『スペースインベーダー』がブームになった時から行われたゲーム。アタッカーは「発射台」の下に仰向けになり、「発射台」の管を口に銜える。合図と共に、アタッカーは腕を動かしながら「発射台」を動かし、自分のジャージと同じ色の風船（「インベーダー」の絵柄が描かれている）の下に移動し、管から息を吹き込んで「発射台」の槍を発射して風船を割る。全て割ったアタッカーから勝ち抜け。
恋のともしびシャーラップ!
合図と同時にアタッカーは、火の着いたローソクが立った燭台から出ている管を加え、燭台の下の石鹸水に息を吹き込み、石鹸水を泡立たせる。早くローソクの火を泡で消したアタッカーから勝ち抜け。「シャーラップ!」とは、当時和田が歌っていた楽曲「シャラップ!」から取ったもの。
恋の囲碁迷人戦
アタッカーごとに、水と碁石が入った透明なボウルが用意される。合図と共に、アタッカーはボウルに顔面を入れ、口だけで中の碁石を取り出す。すべての碁石を取り出したアタッカーから勝ち抜け。
恋の洗濯痛バサミ
合図と共に、アタッカーは用意された洗濯バサミを顔面に付けていく。すべての洗濯バサミを顔面に付けたアタッカーから勝ち抜け。
フルコースディナー早食い競争
3人のアタッカーで行う最終ゲーム「第三関門」の初代ゲーム。ホテルプラザの料理長が出すフルコースディナー料理を、一番早く残さずに完食したアタッカーが優勝、腕時計を獲得し、かぐや姫の挑戦権を得る。時期によっては、違う料理になることもあった。
恋のボクシング
2代目の「第三関門」ゲーム。アタッカーがボクシンググローブをはめて、合図と共に、サンドバッグを連続で打ち叩く。一番長くサンドバッグを連続で打ち叩いたアタッカーが優勝。
恋はやさしく玉運び
3代目の「第三関門」ゲーム。自分のジャージと同じ玉をスプーンに乗せて、コースを一周する。
恋のルービックキューブ
4代目の「第三関門」ゲーム。アタッカーが合図と共に、色付けされた27個の立方体を組み立て、縦・横・高さが3個ずつの大きな立方体を作る。ルービックキューブのように、完成した時に6面それぞれの色が合わなければならず、底面は台に仕掛けられた鏡を使って確認する。一番早く組み立てたアタッカーが優勝。
生か死か 恋の人間サブマリン
5代目にして最後の「第三関門」ゲーム。合図と共に、アタッカーは水槽の水面に顔面をつけて、息止めをする。一番長く我慢できたアタッカーが優勝。水槽を載せる台には「恋のルービックキューブ」と同じく鏡がついており、アタッカーの苦悶の表情を映し出していた。後年、上岡がTBSの『テレビ探偵団』に出演した際にこの模様が放送された。

### 特別企画
女性アタッカー大会
この場合、かぐや姫に相当する男性を「星の王子さま」と呼んでいた。
小学生大会
夏休みに行われる企画。アタッカー、かぐや姫ともに小学生のみで行われた。第1部のゲームの一部は小学生向きにアレンジした（負担の少ない）ものに変更していた。第2部は通常放送とほぼ同じであった。

### 収録場所
収録は基本的に、朝日放送の局舎内にあるABCホールを中心に行われていたが、和田加入後は毎年2月に北海道札幌市のさっぽろ雪まつりの会場の1つである「雪のHTB広場」での公開収録も行われていた。さっぽろ雪まつりでの収録時にもくす玉（中身は大量の紙吹雪ではなく、本物の「雪」）が用意されていたが、奈落の底は滑り台形式になっていた。また、岡山市の岡山武道館での公開収録では、奈落の底のかわりに、椅子がロープウェイのようになっていて、ステージ上から飛んで行った。この他にも、NGであれば黒子に連れて行かれるという演出が別の公開収録であった。
時にはプールで行うこともあった。しかし、かぐや姫は毎回水着姿ではなかった。なお、NGであればプールへ落とされた。とりわけ、インドネシアのバリ島での公開ロケ（2回、2週分の録画）は大好評だった。これは、高田佳一プロデューサーの努力で実現し、ガルーダ・インドネシア航空と現地の豪華超一流ホテルの協力で実現した。司会者のビザの取得でかなりの苦労があった。

### 出場した著名人
この番組には、半ば常連で出場する「みじめアタッカー」も少なからずいて、その中には後の放送作家・小説家百田尚樹、報道番組『ニュースステーション』のコメンテーターを務めた菅沼栄一郎（ニュースステーション出演時は朝日新聞編集委員）、時代小説家の畠山健二などがいる。また、関西テレビアナウンサーの毛利八郎、CBCテレビアナウンサーの塩見啓一、元日本テレビアナウンサーの小倉淳、なにわのカリスマ添乗員平田進也、タレントの清水圭、松本竜助、トミーズ雅、大川興業総裁の大川豊なども出場したことがある。
かぐや姫として出演した女性からは、多くの女優が生まれている。
カップル誕生の商品が当初は石垣島だったが、それが和田の司会就任と相前後して海外旅行となり、バリ島旅行に決まってからかぐや姫、アタッカーともに応募者が急増し、視聴率も飛躍的に伸びた。
開局記念番組でこの番組が紹介される際は、肖像権などの理由から、主に清水圭が出演した回が放送されている。また、百田尚樹が1978年に出場した回（当時3回生・過去5回NG）を他局の番組で紹介する事もある。

### 自己紹介
アタッカーの在学する大学により、ある程度のキャラクター設定があった。なかでも和田やノックの突っ込みの多かったボケキャラの設定を一身にうけていたのが京都産業大学であった。番組の人気上昇に伴いそのイメージは益々定着した。また、アタッカーの「△△大学○回生…」という自己紹介によって、関西では大学の年次を「○年生」ではなく「○回生」と呼ぶ、ということを知った人も多いと言われている。

### 番組終了とその後
1984年10月14日の放送をもって終了し、ローカル時代を含めて9年間の歴史に幕を下ろした。なお、最終回には「結婚に至ったカップルは0組」ということが明かされた。
『第46回ABCホリデーワイド「思い出のABCヒット番組パロディー大全集!」』では、司会にノック、乾浩明（当時ABCアナウンサー）、小林千絵、アタッカーにヤンキース（タツヤ、セイキ）、ライム・ライト（ライム中田、ライト坂田）、東村雅夫（まるむし商店）、かぐや姫に若井小づえ（若井小づえ・みどり）という組み合わせで第1部を再現（関門は「恋の囲碁迷人戦」「必殺! 愛の丸太斬り」「フルコースディナー早食い競争」）。「負け残り」という特別ルールで進行し、「早食い競争」で最も遅かったタツヤが小づえとカップル成立（くす玉が割れた）かと思いきや、小づえが「奈落の底」へ降下してしまうというオチだった。
1990年にはTBSの『怪傑黄金時間隊!!』の復刻コーナーで取り上げられた。ノックを太平シロー、上岡を太平サブロー、和田を山瀬まみ（ホリプロの後輩）が扮した。1994年にはABCと亜洲電視と吉本興業の共同制作で『香港ラブアタック・香港大追愛!』が放送。2002年11月にはBS朝日で『デジタルラブアタック!』というタイトルの復活版が放送された。
パロディとしてフジテレビ『めちゃ×2イケてるッ!』「マネージャー・ラブ・アタック」（2004年6月19日、26日放送）にて「かぐや姫」である高島彩（当時フジテレビアナウンサー）をめぐり、放送当時のマネージャーである片山勝三（極楽とんぼ担当）、難波規精（よゐこ担当）らが当番組の形式でゲームを行った。

## スタッフ
- 構成：本田順一、角田直美、山口牧生、中川正博、北浦康行、森浩美、百田尚樹、折原純果
- 音楽：キダ・タロー
- プロデューサー：高田佳一
- ディレクター：松本修、松田安啓
- エレクトーン：幅しげみ、塚山エリコ
- まんが：大西洋一
- 制作・著作：朝日放送

## 放送局
| 放送対象地域            | 放送局                   | 備考                                                                       |
| ----------------------- | ------------------------ | -------------------------------------------------------------------------- |
| 近畿広域圏              | 朝日放送 (ABC)           | 製作局、現・朝日放送テレビ 1975年11月から1977年3月までは関西ローカルで放送 |
| 関東広域圏              | テレビ朝日 (ANB)         | 1977年4月から放送                                                          |
| 北海道                  | 北海道テレビ (HTB)       | 1977年4月から放送                                                          |
| 宮城県                  | 東日本放送 (KHB)         | 1977年4月から放送                                                          |
| 山形県                  | 山形放送 (YBC)           | 1978年4月から1979年3月まで放送                                             |
| 山形県                  | 山形テレビ (YTS)         | 1980年4月から放送                                                          |
| 福島県                  | 福島テレビ (FTV)         | 1977年から1978年に放送                                                     |
| 福島県                  | 福島放送 (KFB)           | 1981年10月の開局時から放送                                                 |
| 新潟県                  | 新潟総合テレビ (NST)     | 現・NST新潟総合テレビ 1981年4月から1983年9月まで放送                       |
| 新潟県                  | 新潟テレビ21 (NT21)      | 1983年10月の開局時から1年間放送                                            |
| 長野県                  | テレビ信州 (TSB)         | 1980年10月の開局時から放送                                                 |
| 静岡県                  | テレビ静岡 (SUT)         | 1977年4月から放送終了不明。1977年4月時点で日曜23:50 - 24:50に放送          |
| 静岡県                  | 静岡けんみんテレビ (SKT) | 現・静岡朝日テレビ (SATV) 1978年7月の開局時から放送                        |
| 富山県                  | 富山テレビ(T34)          | 放送時期不明                                                               |
| 石川県                  | 石川テレビ (ITC)         | 1979年10月から1981年9月まで放送。放送時間は日曜 9:30 - 10:25。             |
| 中京広域圏              | 名古屋テレビ (NBN)       | 1977年4月から放送                                                          |
| 島根県・鳥取県          | 山陰中央テレビ (TSK)     | 1977年4月から放送                                                          |
| 岡山県                  | 岡山放送 (OHK)           | 当時の愛称はテレビ岡山 1976年1月から放送、終了時期不明                     |
| 広島県                  | 広島ホームテレビ (UHT)   | 関西ローカル時代から番組販売でネット                                       |
| 山口県                  | 山口放送 (KRY)           | 1981年から1982年3月まで日曜 0:50 - 1:50 に放送                             |
| 香川県 ↓ 香川県・岡山県 | 瀬戸内海放送 (KSB)       | 関西ローカル時代から番組販売でネット                                       |
| 福岡県                  | 九州朝日放送 (KBC)       | 関西ローカル時代から番組販売でネット                                       |
| 長崎県                  | テレビ長崎(KTN)          | 放送時期不明                                                               |
| 熊本県                  | テレビ熊本(TKU)          | 放送時期不明                                                               |
| 宮崎県                  | 宮崎放送(MRT)            | 放送時期不明                                                               |
| 鹿児島県                | 南日本放送 (MBC)         | ネット開始時期不明 - 1982年9月                                             |
| 鹿児島県                | 鹿児島放送 (KKB)         | 1982年10月の開局時から放送                                                 |

なお、全国ネット化された1977年4月以降、製作局の朝日放送では、毎年8月に夏の高校野球中継時期を迎えると定時放送が出来ない時期が発生していた。その際にはいったんテレビ朝日をはじめとするネット局に裏送りしてから、本来とは別の日時に振替放送する手法を採っていた。同局はこれ以後、日曜10:00枠 → 日曜10:30枠 → 日曜9:30枠の自社製作枠で同じ対処を取り続けていた。なお、当該枠が『サンデーLIVE!!』の一部となってからは番組の性質上撮って出しが不可能なため、高校野球中継に合わせて放送時間を短縮する措置を講じている。

## 備考
- この番組のテーマ曲は、TBSラジオの『荒川強啓 デイ・キャッチ!』でも過去の番組内コーナーで使われていた。
- 東野圭吾のエッセイ『あの頃ぼくらはアホでした』には、本番組を回顧する記述がある。